# Carlos Mac Allister
Pour les articles homonymes, voir McAllister.
Carlos Mac Allister, né le 6 mars 1968 à Santa Rosa (Argentine), est un  footballeur international argentin d'origine irlandaise, qui évoluait au poste d'arrière gauche. Après sa carrière de joueur, il officie brièvement comme entraîneur. 
Il est le père de Francis (en) (1995-), Kevin (1997-) et d'Alexis Mac Allister (1998-), eux aussi footballeurs.

## Biographie
Carlos Mac Allister réalise l'intégralité de sa carrière en Argentine. Il joue en faveur de l'Argentinos Juniors, de Boca Juniors, du Racing Club, et enfin du Ferro Carril Oeste.
Il dispute un total de 324 matchs en première division argentine, inscrivant 11 buts. Il remporte un titre de champion avec Boca.
Il dispute également 15 rencontres en Copa Libertadores. Il inscrit son seul et unique but dans cette compétition le 13 février 1994, avec le club de Boca, sur la pelouse du Vélez Sarsfield. Par la suite, avec le Racing Club, il atteint les demi-finales de cette compétition en 1997, en étant éliminé par le club péruvien du Sporting Cristal. 	
Mac Allister reçoit trois sélections avec l'équipe d'Argentine en 1993. Il joue son premier match en équipe nationale le 31 octobre, contre l'Australie (score : 1-1). Il joue son deuxième match le 17 novembre, contre cette même équipe (victoire 1-0). Ces deux rencontres rentrent dans le cadre des éliminatoires du mondial 1994. Il reçoit sa dernière sélection le 15 décembre, en amical contre l'Allemagne (victoire 1-2).
Après avoir raccroché les crampons, il entraîne les clubs Argentinos Juniors, et du Belgrano de Córdoba.

## Palmarès

### Avec Boca Juniors
- Vainqueur de la Copa de Oro en 1993
- Champion d'Argentine en 1992 (Tournoi d'ouverture)